# فيلارباسي
فيلارباسي هي بلدية في مدينة تورينو الحضرية، في منطقة بيمنتة الإيطالية، وتقع على بعد حوالي 20 كيلومتر (12 ميل) غرب مقاطعة تورينو .
عدد سكانها 3,323 نسمة .
تحيط في بلدة فيلارباسي البلديات التالية: ريفولي تبعد عنها (4.8)كم ، و بلدة روستا التي تبعد (2.5)كم ، و بلدة ريانو التي تبعد (3.2)كم ، و ريفالتا دي تورينو التي تبعد (4.5)كم ، و وسانغانو (2.6) كم .
كانت فيلارباسي مقر آخر لتطبيق عقوبة الإعدام في إيطاليا في 4 مارس 1947، بعد مذبحة فيلارباك.

## أراضي بلدية فيلارباسي
تتميز أراضي بلدية فيلارباسي أنها في منطقة جبلية تتميز غالبًا بالمنحدرات المائلة قليلاً ، تحددها مناطق مسطحة ذات شكل ضيق وطويل. و تحاط هذه المنطقة بالكامل بالتلال الصخرية في ريفولي-أفيجليانا. المصدر الوحيد للمدينة هو نهر سانجوني، والذي يشكل إلى الجنوب الحدود مع سانجانو وبروينو. بينما إلى الشمال توجد سلسلة من التلال التي تحدد المنطقة مع روستا. و من الغرب الحدود مع ريانو بينما توجد إلى الشرق ريفالتا وريفولي.

## التاريخ واسم المكان
كان اسم فيلارباسي منذ القِدم حتى القرن التاسع عشر (فيلار دي باس) أو باللاتينية (فيلارو باسيوروم) من فيلار، و يشير إلى مستوطنة متفرقة في بيدمونت وفي منطقة أوكيتان  وباس الحاسم، مما يشير إلى المناطق المنخفضة طبوغرافيًا في شمال إيطاليا، وغالبًا ما تكون راكدة المياه. [جيانماريو رايموندي – الطوبوغرافيا – عناصر الطريقة. ستامباتوري، 2003.]
ينقسم مركز المدينة بالاسوجليو("القصر الصغير"، تحت سلطة رؤساء الدير الموصيين لسان سولوتوري) وكاريه ("المربع"، تحت سلطة الإقطاعيين العلمانيين). و كانت قرى كوربيجليا (كورتيس فيتولا، "القصر القديم") ورونكاليا تُعرف لليوم باسم "فيلار دي ميزو" (قرى منتصف الطريق).
أول آثار الوجود البشري في البلدة كانت نقوش يعود تاريخها إلى العصر الحجري الحديث على الصخور غير المنتظمة.
أدت بعض الحفريات وخاصة الحفريات حول بورجاتا كوربيجليا خلال القرن التاسع عشر ، إلى اكتشاف شواهد القبور والأسلحة والمزهريات وأثاث يعود تاريخه إلى العصر الروماني. وقد تركت مستوطنة أخرى عاشت في فيلارباسي(بالقرب من كنيسة سان مارتينو) آثارًا في حجر القبر الذي يمكن رؤيته الآن على واجهة مبنى البلدية. في وقت تأسيس دير سان سولوتوري عام (1006) ، كانت بعض البيوت مضمنة في أراضي فيلارباسي الحالية، و مُدرجة ضمن الأصول التي تم أخذها كتبرع من جيزوني، أسقف تورينو. أما كوربيجليا فكانت بدلاً من ذلك مملوكة لدير سان ميشيل (ساكرا).
أصبحت فيلارباس بلدية في عام (1250) ، ذات مصالح مختلفة عن مصالح دير سان سولوتوري.
بعيدًا عن طرق المواصلات الرئيسية، لم تتعرض المدينة لأحداث عسكرية كبرى ، ولكن وجدوا أدلة على حرائق ونهب من قبل الفرنسيين والإسبان على المدينة، وخاصة في القرن السابع عشر. في القرون التالية، تم اختيار فيلارباسي، بسبب موقعها المميز والإستراتيجي، كمكان إقامة في أوقات العطل من قبل العائلات النبيلة في تورينو التي تخدم بيت سافوي.
كان نظام المياه في فيلارباسي قديم جدًا ، ومن السمات المميزة التي تميز المدينة ،المراحيض العامة الثلاثة التي يعود أصلها إلى العصور الوسطى، والتي تسمى "كورني" (الأبواق)، والتي تتدفق فيها مياه وادي ليسانا.

## القرى
بورجاتا كوربيجليا (تم تجميعها في عام 1956 من روستا)
من الممكن أن تكون مستوطنة كورتيس فيتولا السابقة هي أقدم مستوطنة في المنطقة. في القرن التاسع عشر، وبعد إعادة تطويرها، تم العثور على أجزاء من الجدران، والعملات المعدنية لقيصر أوغسطس ،وأنطونينوس بيوس، الذي توفي عام (161) م ،واحدة منها من الفضة، ومقابر (ما يصل إلى 17 - جزء منها من الحجر الخام، وجزء منها من البناء يحتوي على الجرار والمصابيح، وما إلى ذلك من الأشياء)، وأسلحة والعديد من الأشياء الأخرى التي تم إيجادها .
تحافظ بلدة بورجاتا رونكاليا (التي تم تجميعها من ريفالتا في عام 1890) على مدرسة ابتدائية تاريخية صغيرة و بئر مع فرن مجاور. يسمح السلم بالوصول إلى غرفة فوق الفرن تم منحها لأفقر عائلة في القرية حتى يتمكنوا في الشتاء البقاء دافئين مجانًا.

## المباني التاريخية

### تورازو (البرج القديم)
هو مبنى محصن يعود تاريخه إلى القرن الثالث عشر، وهو رمز للمدينة ،كان محاط بخندق واسع.
في حوالي عام (1430) ، تم منح أميديو دي شيجنين، سيد فيلارباسي، "القصر القديم" (أي توراتزو) مع الممتلكات المجاورة له، وفي عامي (1434 و1436) ، بنى القصر الجديد للحصول على راحة أفضل، وهو قصر جديد، باستخدام المعقل إلى الشرق الذي يحدد ساحة القرية بين الخندق والحصن نفسه، والذي أصبح في الوقت الحاضر حديقة خاصة. اكتسب البُرج القديم شهرة في عام (1884) عندما وصفه الباحث المحلي الموثوق فرديناندو روندولينو في روايته "محكمة أخائية".

### قصر كوكا ميستروت
من المحتمل أن يعود تاريخ بناءه إلى القرن السابع عشر في موقع مقر إقامة رئيس (دير سان سولوتوري) ، ومن هنا جاء اسم Palazzuolo، "القصر الصغير). ومن السمات المميزة لهذا المكان الزخارف التصويرية ذات طابع هندسي معماري وهمي. في منتصف القرن التاسع عشر تمت إضافة "الجناح الجنوبي" كمزرعة لتربية دودة القز.

### قصر سكياري-ريكاردي
بدأ تاريخ القصر بشراء الموقع، في العشرين عامًا الأخيرة من القرن السابع عشر، و الذي شراه كونت فيلارباسي كارلو بارتولوميو رولاندو، الذي اختاره لأنه يقع في مكان بارز وقريب من الرعية التي تم ترميمها مؤخرًا. فترة من العمل أدى إلى تغيير الجذري في مظهر القصر عن السابق.
عند وفاة المالك في عام (1700) ،ورثته الابنة الشابة أنجيلا فيتوريا فرانشيسكا التركة، و تزوجت من بييترو يوجينيو ريمينياك دانجينيسو في عام (1709)، وهو بريتوني في خدمة دوق سافوي، وأنشأت حديثًا كونتًا للمزايا المكتسبة. و بعد وفاة السيدة، ورثها و انتقل المبنى المكون من ثلاثة طوابق إليه، دون الجناح الإضافي الذي سيعطيه شكل حرف L. نحن مدينون لكارلو لويجي دانجين بأصل مسرح أنجين الشهير في تورينو (و هو مبنى خشبي تم بناؤه بعد حريق مسرح كارينيانو).
أعاد كارلو أوجينيو الثاني بناء قصر فيلارباسي في عام (1821)، و اؤتمن المهندس المعماري (بريجلياسكو)، مصمم ديكور مسرح ريجيو وسكالا  ببناء مسرح تورينو بالحجارة.

### قصر جونيلا
تفتقر قصة هذا القصر إلى الكثير من الأدلة. تم بناؤه في عشرينيات القرن التاسع عشر، بالتزامن الزمني مع قصر دانجينيس. في الزاوية الجنوبية الغربية، لا تزال الكنيسة محفوظة، وإلى الغرب توجد حديقة كبيرة محاطة بسياج يتبع مسار طريق كومبا بونا.

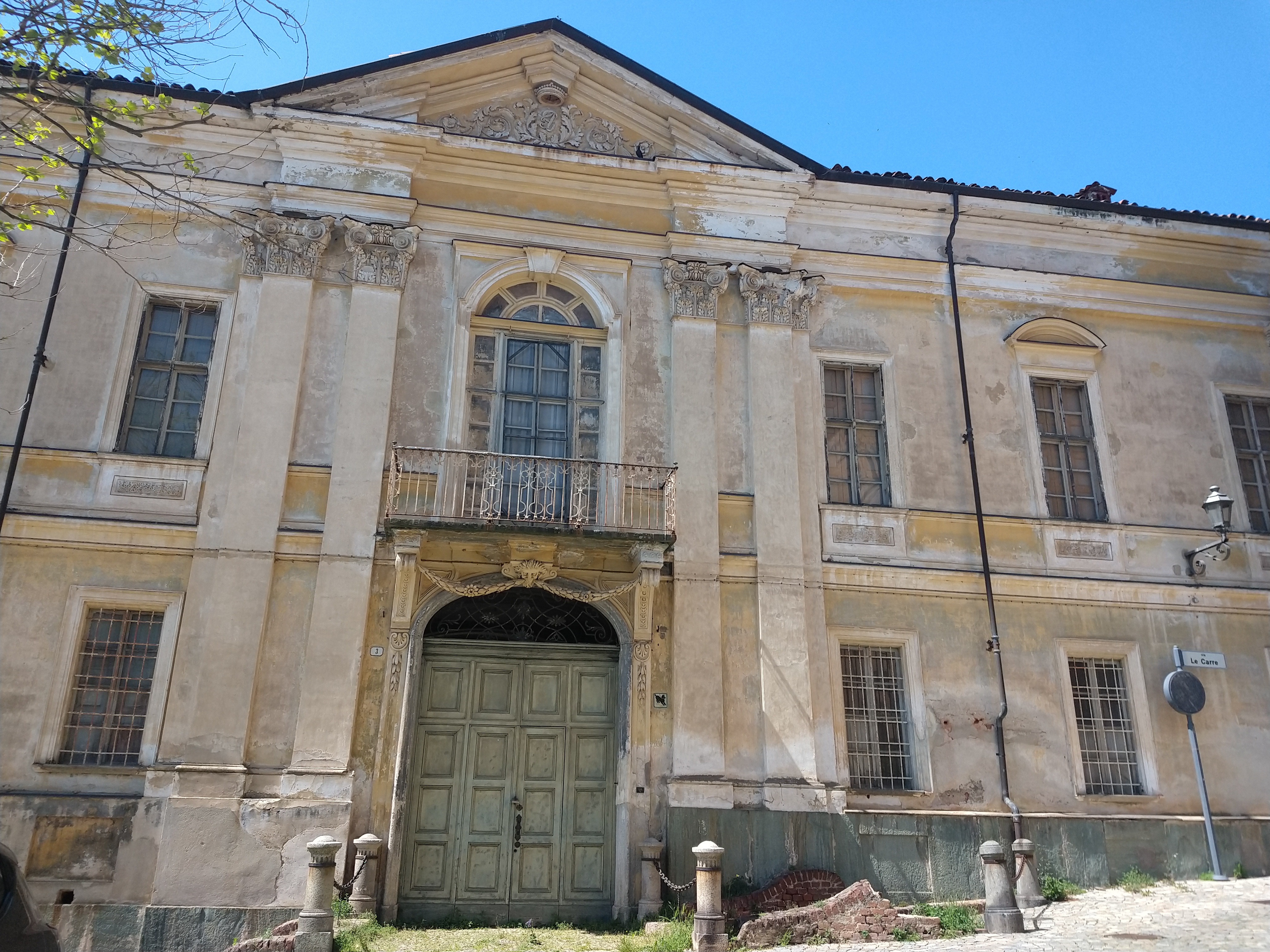

### كازا برايدا
باتباع طريق فيا بريمو ماجيو (الذي عُرف سابقًا باسم فيا مايسترا "الطريق الرئيسي") إلى فيا برايدا (المعروف سابقًا باسم سترادا دي ريفالتا)، نصل إلى مقر الإقامة الجميل للعالمين المشهورين و هما: ريكاردو الذي ولد في (1849-1911)  وكارلو برايدا الذي ولد في (1903-1978) و هو مهندس، اشتهر بحفر قلعة دير سانجانو. في القرن الثامن عشر تم ضم مصنع الغزل إلى المنزل، وكان في ذلك الوقت أهم مصنع في المدينة. بعد سنوات من النجاح، اضطرت الشركة إلى الاستسلام للمنافسة وفي عام (1840) أُغلقت. ومع ذلك، فقد ظلت "البيغاتييرا" الكبيرة  لتربية ديدان القز قائمة حتى عام 1870، ثم تحولت في القرن التاسع عشر إلى جناح للمنزل.

## المباني الدينية

### كنيسة سان نازاريو
تشير لوحة محفورة في الكنيسة على العمود الأول من جهة اليسار عند الدخول للكنيسة، التي بُنيت في القرن الثاني عشر، وتم تجديدها جزئيًا في عام (1674) وإعادة تكريسها في عام (1777)، و لقد أعيد بناء واجهتها في عام (1830)، وفي عام (1873)، تمت إعادة تصميم منطقة المحراب وتوسيعها بإضافة كنيسة القلب الأقدس. في بضعة أسطر شرح تاريخ طويل، ويؤكد قدمه البرج الجرس الحجري الروماني، و المقسم إلى نوافذ مدببة مفردة ومزدوجة، والذي تم رفعه في عامي (1729) و(1730) لإيصال صوت الأجراس إلى المنطقة الجبلية التي تم استيطانها تدريجيًا.

### كنيسة القديس كيريكو
يعود عصر تأسيس الكنيسة إلى القرن الثاني عشر، ولكن لم يتبق من البناء الأصلي سوى أجزاء من الجدران المحيطة ، وبرج الجرس. و في الجدران يتم إدراج البلاط الروماني للاسترداد.

### كنيسة القديس برناردو
كنيسة من القرن الثامن عشر في قرية رونكاليا.

### كنيسة القديس مارتن
تقع هذه الكنيسة عند تقاطع الطرق التي تربط بين فيلارباسي بريانو ، وسانجانو، وتم توثيقها لأول مرة في عام (1348). في عام (1887) تم تأكيد وجود المقبرة الرومانية القديمة. تم عرض حجر القبر الآن في قاعة المدينة.

### كنيسة القديس روكو
تم بناء الكنيسة في عام (1577) على طريق إلى ريفولي. القديس روكو هو الحامي ضد الطاعون. في عام (1576) كان هناك وباء عنيف في شمال إيطاليا. تم بناؤه على حافة المدينة، ويمكن أن يكون بمثابة حاجز طريق أيضًا.
كنيسة مزرعة سيمونيتو و يميز هذه الكنيسة بموقع الحادثة المعروفة باسم
" مذبحة فيلارباسي "
و يعود تاريخ كنيسة مزرعة سيمونيتو إلى عام (1721) ، وهي مخصصة للسيدة السوداء في أوروبا.

### كنيسة روح قدس
في الأول من القرن الثامن عشر، كان موطنًا لجماعة الإخوان المسلمين التي تحمل نفس هذا الاسم.

### كنيسة سانتا ماريا ديل بوسكو
كنيسة سانتا ماريا ديل بوسكو هي الملحقة بقصر كوكا – ميستروت، في شارع فيا ديلا فونتي .

## جيومورفولوجيا الجليد
يعد مدرج (ريفولي-أفيجليانا) الرسوبي عبارة عن سلسلة متعاقبة من الرواسب الجليدية المرتبطة بالعديد من التوسعات في نهر دورا ريباريا الجليدي ،و من أهم نتائج انتشار الغطاءات الجليدية مثل (مدرج ريفولي-أفيلياجا) هي الانتقال أو تزحزح النطاقات المناخية تجاه دائرة الاستواء. تتراوح أعمار التلال المحفوظة من العصر البلستوسيني الأوسط إلى العصر الجليدي الأقصى الأخير.
في فيلارباسى يمكننا أن نلاحظ ثلاثة قمم و هي : القمة الأكثر خارجية وبالتالي الأقدم (Truc Monsagnasco، Truc Bandiera)، والتي تتكون من diamicton مع صخور صغيرة وزاوية وشبه زاوية (حتى التآكل)، وتلال متوسطة (تلال Tolaj، Vigne، Truc Carlevé، Simonetto، Baronis) - (بين الاثنتين فجوة مجرى الانسكاب الجليدي في باس،و المغطى برواسب بحيراتية)، وتلال البليستوسين العليا (Pian Topie - Cresta Grande). يمكن العثور بين الصخور على رواسب بحيراتية الأحدث في حوض فال ليسيانا - كا دي باجليا .
[ARPA – كارتا جيولوجيكا ديتاليا-فوجليو 155 تورينو أوفيست، 2009]
تقطع التلال بواسطة قنوات فيضان عمودية تعمل على تصريف الوديان الانسكاب ، وتشكل مراوح طميية صغيرة (لقد تم بناء كل من فيلارباسى وكوربيجليا على هذه الرواسب).
يعتبر مجرى براتو بيروسينو (باس) من الأشكال الجليدية النهرية المحفوظة جيدًا [الموقع الجغرافي في منطقة جبال الألب في مقاطعة تورينو، مقاطعة دي تورينو، 2004]
أثناء كل نبضة جليدية، تترسب المواد التي قد حملها الجليد في نهاية الوادي. و مع مرور الوقت، سوف تعمل عوامل التآكل على إزالة جزء من المادة ولن يتبقى سوى الكتل الصخرية الأكبر حجمًا: وهي الصخور غير المنتظمة.

### الصخور غير المنتظمة
تتميز المناظر الطبيعية في فيلارباسي بالصخور غير المنتظمة  مثل الكتل صخرية كبيرة مغمورة أو ترتكز على الرواسب الأدق. يظهر العديد من صخور فيلارباسي آثار واضحة للكتابات على الجدران ،مثل الكؤوس التي تعود إلى العصر الحجري الحديث. و من الصخور الأكثر شهرة هي :

#### - "بيرا ماجانا" .
هي صخرة مزدوجة من الحجر السربنتيني معزول بين المرج (أكبر صخرة منها تعود تاريخها إلى حوالي 1800 قبل الميلاد) ويمكن رؤيتها من الطريق الدائري. على جانبها الغربي يوجد لوحة تذكارية (+ 1974) لـ أوغو كامبانيا، رئيس برو ناتورا، شهادة للحملات الدفاع عن الصخور، التي كانت تعتبر في السابق محاجر ملائمة للحصى.

#### - "ماسي دي تروك مونسانسكو"
بالقرب من قمة التل، يمكنك رؤية ست كتل صخرية صغيرة من تركيبة الميكا ، والشيست ،و الكوارتز أو ،الشيست الأخضر. و هي أول صخور المنحوتة تم اكتشافها في إيطاليا. إذ تحتوي على العديد من التجاويف الدائرية على السطح، والتي ربما نحتها الإنسان في العصر الحجري الحديث.

## مركز الآثار التجريبية
وتبلغ مساحة الحديقة الأثرية التجريبية حوالي (4000) متر مربع. و التي تقع على تلة فيلارباسي الصخرية، في منطقة بارانو.
يقدم مركز الآثار التجريبية فرصة لعشاق وهواة المعرفة من جميع الأعمار مشاهدة عروض توضيحية حول التقنيات والأنشطة ما قبل التاريخ.
يقدم المركز عروض دورية لتكسير الحجارة وصنفرتها، ومعالجة العظام وإشعال النار. ومن الممكن أن تطهي الطعام، وتنسج وتغزل الألياف، و يقدم أيضًا صناعة التحف الخزفية، وصب البرونز.

## المدن التوأم - المدن الشقيقة
لدى مدينة فيلارباسي اتفاقيات دولية مع مختلف ثنائياتها و هي توأمة مع:
- فرنسا ،تشيجنين

## الروابط الخارجية
- https://pro1.prolocovillarbasse.it/villarbasse
- إنه: فيلارباسي